# Михайловский, Константин Яковлевич
Константин Яковлевич Михайловский (1834, Черниговская губерния — 9 [22] сентября 1909, Санкт-Петербург) — русский инженер, строитель Александровского моста через Волгу у Сызрани (1880), куратор строительства Ново-Сясьского, Ново-Свирского и Ново-Мариинского каналов на Мариинской водной системе (1882—1886), начальник работ по постройке железных дорог Самара — Уфа (1885), Уфа — Златоуст (1888) (см. Самаро-Златоустовская железная дорога), Златоуст — Челябинск (1891), Екатеринбург — Челябинск (1894) и многих других проектов. Действительный тайный советник (1907).

## Биография
Родился в дворянской семье, его отцом был черниговский дворянин Яков Артёмович Михайловский. Окончил Первый кадетский корпус, прикомандирован к Михайловскому артиллерийскому училищу, участвовал в Крымской войне, произведён в подпоручики в 1858 году.
В июне 1861 года окончил институт путей сообщения им. Императора Александра I в Санкт-Петербурге и в чине поручика был командирован на службу в ведомство путей сообщения. С 1864 года участвовал в изысканиях и постройке железных дорог: Московско-Курской, Курско-Киевской, Балтийской, Оренбургской и др.
Участвовал в создании инфраструктуры России, шла ли речь о торговле пшеницей и экспорте её в Европу, как в случае Мариинской водной системы, или перевозке грузов и пассажиров из западных областей России через Сибирь на Восток и обратно, как в случае Транссиба.
С 1893 по март 1898 года находился во главе Управления по строительству Западно-Сибирской железной дороги, размещавшегося в Челябинске. В 1899 году был назначен начальником Управления по сооружению железных дорог МПС. В этот период велось интенсивное строительство Транссиба, было построено и открыто для движения около 12,5 тыс. км железных путей. В сентябре 1905 года по состоянию здоровья Константин Михайловский был освобожден от должности начальника и назначен членом Совета министра путей сообщения. В феврале 1907 года ему был присвоен чин действительного тайного советника. В марте 1907 года согласно прошению был уволен по болезни именным императорским указом.
Похоронен на Никольском кладбище Александро-Невской лавры в Санкт-Петербурге. 

## Признание
Награждён орденами:
- Св. Станислава III степени,
- Св. Анны III степени,
- Св. Владимира IV степени (за сооружение Александровского моста через Волгу),
- Св. Станислава II степени (за сооружение каналов на Мариинской водной системе),
- Св. Анны II степени,
- Св. Станислава I степени,
- Св. Анны I степени,
- Св. Владимира II степени,
- Бухарским орденом Золотой Звезды с алмазами,
- Японским орденом Восходящего Солнца III степени,
- Орденом Белого Орла.

Константину Михайловскому было оказано Высочайшее благоволение за сооружение императорского пути от Санкт-Петербурга до Царского села и Императорской станции в Санкт-Петербурге. За вклад в развитие железных дорог он становится почетным гражданином городов Челябинска и Галича.
В месте слияния рек Вытегры и Ковжи в городе Вытегра стоит стела, посвящённая инженерам К. Я. Михайловскому и Ефимовичу и их работе по сооружению Ново-Сясьского, Ново-Свирского и Ново-Мариинского каналов.
В честь К.Я. Михайловского названа Михайловская набережная в Новосибирске.

## В литературе
Константин Яковлевич Михайловский выведен под именем Елецкого в неоконченной повести Гарина-Михайловского «Вариант» (1888—1890, первая публикация — 1910).
В повести рассказывается об изыскательских работах перед началом постройки железной дороги «Самара — Уфа — Златоуст», где инженер Николай Георгиевич Михайловский (Михайловский 2-й в служебных документах, будущий писатель) служил под началом своего однофамильца Константина Яковлевича Михайловского (Михайловского 1-го).